# Allothyriella marcgraviae
Allothyriella marcgraviae är en svampart som beskrevs av Bat., Cif. & Nascim. 1959. Allothyriella marcgraviae ingår i släktet Allothyriella, divisionen sporsäcksvampar och riket svampar.   Inga underarter finns listade i Catalogue of Life.